# Yolande Bodiong
Yolande Dorothée Okodombe Bodiong, née le 27 août 1972 à Bertoua, est une animatrice télé camerounaise. Elle est surtout connue pour son travail en tant que productrice et présentatrice principale de l’émission K’tapult diffusée sur Canal 2 International, puis sur CRTV. Elle est la fondatrice de l'entreprise de production audiovisuelle Maraboo et de la chaine de télévision Sun TV.

## Biographie

### Enfance, handball et débuts
Yolande Bodiong nait le 27 août 1972 à Bertoua, dans la région de l’Est du Cameroun. Elle est la septième née d’une fratrie de onze enfants. Son père  Thomas Bodiong est protestant d’ethnie Yambassa et sa mère Ekoro Barbine Cornelia est catholique d’origine Fong de Ngoazip (sud-Cameroun). A l’âge de 13 ans, elle obtient sont certificat d’études primaires et  élémentaires (CEPE). Elle perd la même année son père à la suite d’un accident de voiture . Elle est ensuite admise au collège d’enseignement secondaire (CES) de la cité-verte à Yaoundé où elle obtient un Brevet d’études du premier cycle (BEPC). Elle rejoint en 1993 le lycée de Nkol-Ndongo qu’elle quitte en 1994 après avoir obtenu son Baccalauréat A4.
Passionnée de sport collectif, elle s’inscrit au centre de formation de handball de la caisse national de prévoyance sociale (CNPS) et poursuit une carrière sportive dans les clubs de handball du SNH Club de 1989 à 1991, du Tonnerre Kalara Club (TKC) de Yaoundé de 1991 à 1994, avant d'obtenir un accord de financement scolaire avec la CAMSHIP de Douala qui lui permet de décrocher en 1996 un BTS en Marketing et Communication à l’institut des technologies de l’information de Douala. En 1997, elle passe le concours national d'hôtesse de l’air lancé par la Cameroon Airlines.

### Carrière
En 1997, elle est recrutée en tant que hôtesse de l’air par la Camair. Elle y travaille pendant 12 années jusqu’en 2008 . Elle se lance dans l’audiovisuel à la suite d’un entrevue avec Jean Luc Delarue à l’aéroport de Roissy Charles de Gaulles qui l’incite à suivre une formation dans l’audio visuel qui scelle son entrée dans le monde des médias.
En 2009, Yolande Bodiong crée Options, une entreprise spécialisée dans la communication audiovisuelle qui est à l’origine du talk-show Engrenage, son premier projet d’émission télé. L'émission est diffusée sur les antennes de Canal2 International. En janvier 2011, elle suspend la production du programme télévisé et dissout Options et retourne au sein de la compagnie aérienne Camair-Co en qualité de responsable du programme fidélité.
Elle démissionne en juillet 2012, pour créer  Maraboo, sa  seconde entreprise spécialisée dans l’édition audiovisuelle, de conseil en communication et de relations publiques. Maraboo est à l’origine de plusieurs productions audiovisuelles à l’instar de K’tapult, Sacrés Parents, 8 pour un défi, On Rezap et 90 min pour gagner.
Après trois années sur Canal 2 international, son émission K'tapult est déportée sur les antennes de la télévision publique nationale CRTV en janvier 2017,. En 2019, elle lance la chaine de télévision de divertissement SUN+TV qui commence à émettre le 03 aout 2020 sur satellite. La chaine est accessible sur le bouquet Free Africa.
Elle rejoint en 2022, le bureau du nouveau conseil de la Cameroun Handball Academy en qualité de responsable marketing et communication.